# بشیر سحبانی
بشیر سحبانی (انگلیسی: Bechir Sahbani؛ زادهٔ ۲۲ اکتبر ۱۹۷۲) بازیکن فوتبال اهل تونس بود.
از باشگاه‌هایی که در آن بازی کرده‌است می‌توان به باشگاه فوتبال بنزرتی و باشگاه فوتبال اسپرانس تونس اشاره کرد.
وی همچنین در تیم ملی فوتبال تونس بازی کرده‌است.